# Четвърта армейска област
Четвърта армейска област е военна област на България формирана през 1918 г. със задача да се грижи за обучението, възпитанието и снабдяването на войсковите части разположение на територията на областта.

## История
Четвърта армейска област е формирана през октомври 1918 година под името Четвърта военна инспекция, обхваща обхваща Плевенския гарнизон и е разформирана през декември същата година. През 1928 година е формирана отново под името Управление на Плевенския гранизон.

## Наименования
През годините областта носи различни имена според претърпените реорганизации:
- Четвърта военна инспекция (октомври 1918 – декември 1918)
- Четвърта армейска област (1928 – 1938)

## Началници
- Генерал-майор (ген.л-т. 15.05.1930 г.) Александър Кисьов (1928 – 1931)
- Генерал-майор Сотир Маринков (1931)
- Генерал-майор (ген.л-т. 30.04.1933 г.) Илия Атанасов (1931 – 1933)
- Генерал-майор Иван Филипов (1933 – 1934)
- Генерал-майор Младен Филипов (1934 – 1935)
- Генерал-майор Христо Данчев (1935)
- Генерал-майор Никола Недев (1935 – 1936)